# Olawa
Oława (Olawa, Oliwa) – polski herb szlachecki, noszący zawołanie Oława. Wzmiankowany w najstarszym zachowanym do dziś polskim herbarzu, Insignia seu clenodia Regis et Regni Poloniae, spisanym przez historyka Jana Długosza w latach 1464–1480 .
Herb występował głównie wśród rodzin osiadłych w ziemi krakowskiej.

## Opis herbu

### Opis historyczny

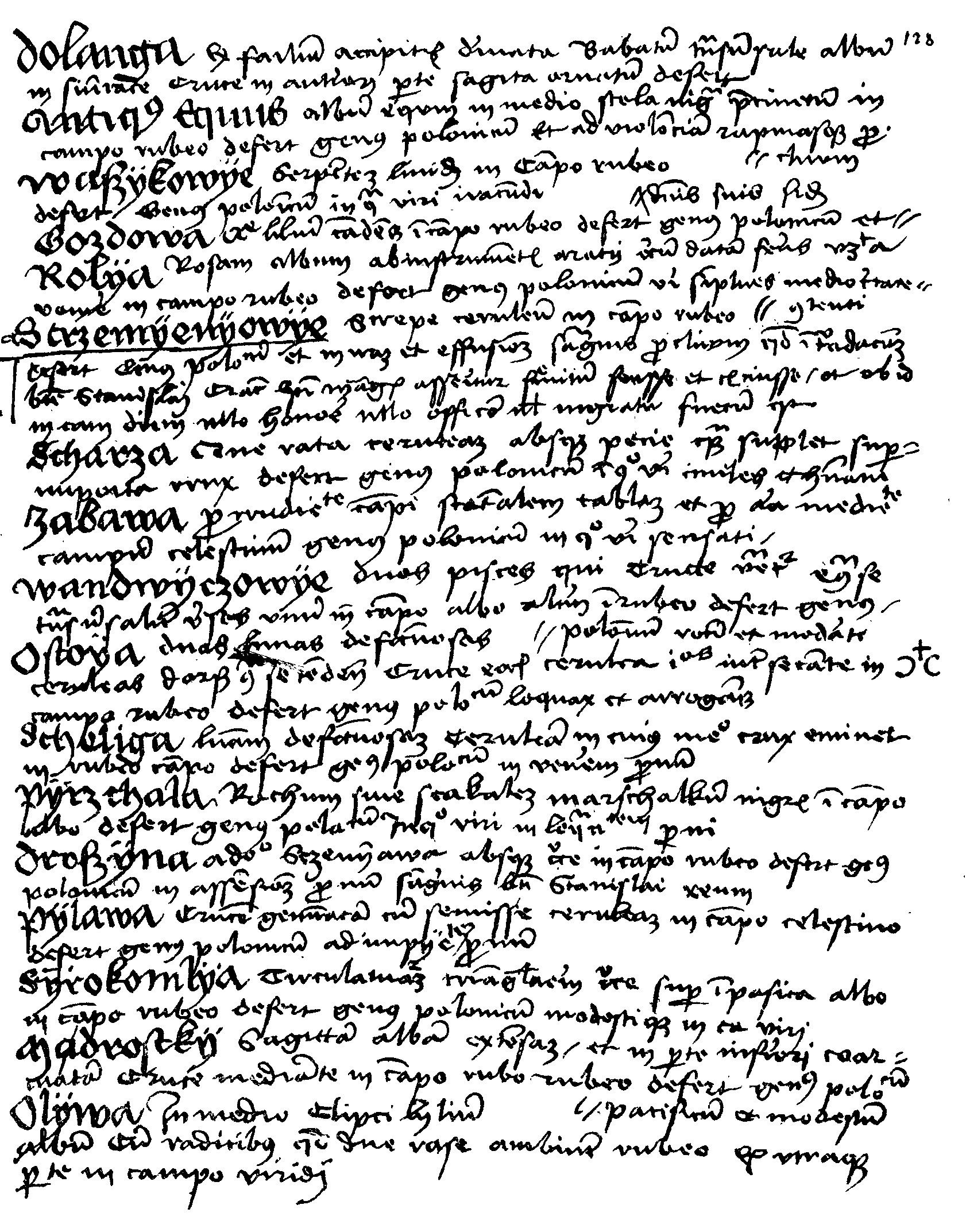
Herb Olywa w herbarzu Jana Długosza z lat 1464–1480 Insignia seu clenodia Regis et Regni Poloniae.

Jan Długosz blazonuje herb następująco :

Olywa in medio clipei lylium album cum radicibus, quod due rosę ambiunt rubee ex utraąue parte, in campo viridi.

Po przetłumaczeniu:

Oliwa pośrodku tarczy ma białą lilię z korzeniami, która z dwóch stron otoczona jest czerwonymi różami w polu zielonym nosi.

### Opis współczesny
Opis skonstruowany współcześnie brzmi następująco:
Na tarczy w polu zielonym między dwiema różami pięciolistnymi czerwonymi, lilia srebrna o pięciu korzonkach
W klejnocie pól lwa ukoronowanego.
Labry herbowe zielone, podbite srebrem.

## Geneza

### Najwcześniejsze wzmianki
Najstarsza wzmianka pisana o tym herbie pochodzi z 1384 roku. Według Ewarysta Andrzeja Kuropatnickiego, herb ten został "nabyty" około roku 1157 nieopodal Gdańska.
Według Kaspra Niesieckiego, herb ten miał przysługiwać Onoldowi, biskupowi kruszwickiemu, który wstąpił na ten urząd w roku 1157, a zmarł w 1160 roku.
Herb nie pojawia się na pieczęciach średniowiecznych.

### Legenda
Kasper Niesiecki, na podstawie dzieł Bartosza Paprockiego oraz Szymona Okolskiego twierdzi, że herb ten otrzymał jeden mąż, który wykazał się walecznością w starciu z Prusakami. Wydarzenie to miało się dziać pod Oliwą, w miejscu gdzie obecnie stoi klasztor i opactwo oliwskie. Z tego powodu pewien hetman pieczętujący się herbem Gozdawa w nagrodę podarował mu herb na wzór samej Gozdawy.

## Herbowni

### Lista Tadeusza Gajla
Lista herbownych w artykule sporządzona została na podstawie wiarygodnych źródeł, zwłaszcza klasycznych i współczesnych herbarzy. Należy jednak zwrócić uwagę na częste zjawisko przypisywania rodom szlacheckim niewłaściwych herbów, szczególnie nasilone w czasie legitymacji szlachectwa przed zaborczymi heroldiami, co zostało następnie utrwalone w wydawanych kolejno herbarzach. Identyczność nazwiska nie musi oznaczać przynależności do danego rodu herbowego. Przynależność taką mogą bezspornie ustalić wyłącznie badania genealogiczne.
Pełna lista herbownych nie jest dziś możliwa do odtworzenia, także ze względu na zniszczenie i zaginięcie wielu akt i dokumentów w czasie II wojny światowej (m.in. w czasie powstania warszawskiego w 1944 spłonęło ponad 90% zasobu Archiwum Głównego w Warszawie, gdzie przechowywana była większość dokumentów staropolskich). Lista nazwisk znajdująca się w artykule pochodzi z Herbarza polskiego, Tadeusza Gajla (15 nazwisk). Występowanie na liście nazwiska nie musi oznaczać, że konkretna rodzina pieczętowała się herbem Oława. Często te same nazwiska są własnością wielu rodzin reprezentujących wszystkie stany dawnej Rzeczypospolitej, tj. chłopów, mieszczan, szlachtę. Jest to jednakże dotychczas najpełniejsza lista herbownych, uzupełniana ciągle przez autora przy kolejnych wydaniach Herbarza. Tadeusz Gajl wymienia następujące nazwiska uprawnionych do używania herbu Oława:
|  | Cieciszewski, Cieciszowski, Częstoszewski. Dobrowolski, Dowkont. Graj, Grajewski. Holsner. Kozakowski, Krajewski, Krupek. Lewandowski. Modliński. Strzeżewski, Strzeżowski. Tadeusz Gajl, Herbarz Polski |

## Galeria

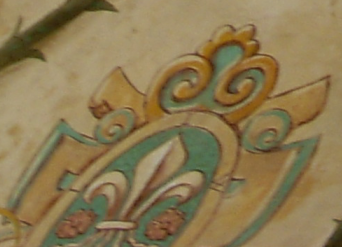
Herb Oława jako fresk na zamku w Baranowie Sandomierskim